# Officine politique
Une officine politique est un « endroit où se trame quelque chose ». Il s'agit généralement d'une organisation ou d'un rassemblement occulte et secret. Le terme est connexe à celui de cabinet noir. 

## Description
Une officine peut tout aussi bien être une agence de détectives, une entreprise de sécurité privée ou un cabinet d’intelligence économique. Le propre de l'officine politique est d'intervenir dans le monde politique. Elle agit de manière cachée. Elle peut avoir un rôle opérationnel tout comme faire du renseignement.

## Histoire
L'origine du terme est inconnue. Il apparaît dès un ouvrage de 1853 qui décrit comment le cabinet ministériel d'Adolphe Thiers avait rédigé pour lui un projet de loi. Pour l’historien Jean Garrigues, « Les officines ont toujours existé ; traditionnellement, elles sont liées au sommet de l’État, à la police ou aux services de renseignement et participent à la manipulation ou à l’obstruction d’un dossier ». 
L'Institut d'histoire sociale agit comme une officine politique pour la droite dans les années 1980. 
Jean-Pierre Chevènement déclare, lors d'un entretien sur La Chaîne parlementaire : « On peut très bien soudoyer une personne, je connais l’existence d’officines louches ».
D'après Yves Bertrand, les officines, sous couvert de sécurité et de protection, font pour la plupart du renseignement et peuvent tuer professionnellement ou politiquement une personnalité. Ces activités seraient aujourd'hui majoritairement passées dans le secteur privé.